# Ghobeiry
Ghobeiry (arabisch غبيري, DMG Ġubairīⓘ) ist eine libanesische Gemeinde im Distrikt Baabda und damit Teil des Gouvernements Libanonberg.
Die Einwohner von Ghobeiry sind mehrheitlich schiitische Muslime.
Im Mai 1988 waren Ghobeiry und Chiyah nach drei Wochen langen Kämpfen zwischen Amal und Hisbollah die einzigen Distrikte vor Beirut, die Amal halten konnte. Die übrigen Distrikte im schiitisch geprägten Süden Beiruts fielen unter die Kontrolle der Hisbollah.
Zusammen mit einigen benachbarten Gemeinden, darunter Haret Hreik, bildet Ghobeiry die südliche Vorstadt Beiruts, genannt: Dahieh.